# 佐伯明香
佐伯 明香（さえき あすか、2月20日 - ）は、日本の俳優、タレント。千葉県出身。ワイケーエージェント所属。趣味は演劇鑑賞など。

## 出演

### テレビ
- 中居正広の金曜日のスマイルたちへ（TBS）
- 名もなき毒（TBS）

### 舞台
- ここだけの話
- 月の幻影

### 企業VP
- 東京オリンピック招致
- トーショー
- エルセーヌ
- ベーリンガーインゲルハイム「スピオルト」
- 警視庁

### DVD
- パワハラ防止

### モデル
- QVCカーテン